# Ioan Piso
Ioan Piso (n. 24 august 1944, Petroșani) este un istoric român, epigrafist, profesor de istorie veche la Universitatea Babeș-Bolyai și director al Muzeului de Istorie a Transilvaniei din Cluj între 1997-2011.

## Activitatea științifică
Între 1980-1990 a condus săpăturile arheologice la Castrul roman de la Cășei.
A publicat numeroase studii de specialitate.

## Conflictul cu administrația Funar
În anul 1999 a intrat în conflict cu administrația condusă de primarul Gheorghe Funar (PRM), ca urmare a deciziei luate de Muzeul de Istorie a Transilvaniei de închidere definitivă a săpăturilor arheologice începute în anul 1994 în Piața Unirii din Cluj.

## Opoziția la proiectul Roșia Montană
Este președinte al Fundației Culturale Roșia Montană.

## Distincții
- Ordinul național „Serviciul Credincios” în grad de Ofițer (1 decembrie 2000) „pentru realizări artistice remarcabile și pentru promovarea culturii, de Ziua Națională a României”[6]